# SLC25A16
SLC25A16 (англ. Solute carrier family 25 member 16) — білок, який кодується однойменним геном, розташованим у людей на короткому плечі 10-ї хромосоми. Довжина поліпептидного ланцюга білка становить 332 амінокислот, а молекулярна маса — 36 224.
| 10         |  | 20         |  | 30         |  | 40         |  | 50         |
| ---------- |  | ---------- |  | ---------- |  | ---------- |  | ---------- |
| MAAATAAAAL |  | AAADPPPAMP |  | QAAGAGGPTT |  | RRDFYWLRSF |  | LAGGIAGCCA |
| KTTVAPLDRV |  | KVLLQAHNHH |  | YKHLGVFSAL |  | RAVPQKEGFL |  | GLYKGNGAMM |
| IRIFPYGAIQ |  | FMAFEHYKTL |  | ITTKLGISGH |  | VHRLMAGSMA |  | GMTAVICTYP |
| LDMVRVRLAF |  | QVKGEHSYTG |  | IIHAFKTIYA |  | KEGGFFGFYR |  | GLMPTILGMA |
| PYAGVSFFTF |  | GTLKSVGLSH |  | APTLLGRPSS |  | DNPNVLVLKT |  | HVNLLCGGVA |
| GAIAQTISYP |  | FDVTRRRMQL |  | GTVLPEFEKC |  | LTMRDTMKYV |  | YGHHGIRKGL |
| YRGLSLNYIR |  | CIPSQAVAFT |  | TYELMKQFFH |  | LN         |  |            |

A: Аланін

C: Цистеїн

D: Аспарагінова кислота

E: Глутамінова кислота

F: Фенілаланін

G: Гліцин

H: Гістидин

I: Ізолейцин

K: Лізин

L: Лейцин

M: Метіонін

N: Аспарагін

P: Пролін

Q: Глутамін

R: Аргінін

S: Серин

T: Треонін

V: Валін

W: Триптофан

Задіяний у такому біологічному процесі, як транспорт. 
Локалізований у мембрані, мітохондрії, внутрішній мембрані мітохондрії.